# Blank murargeting
Blank murargeting (Ancistrocerus antilope) är en stekelart som först beskrevs av Georg Wolfgang Franz Panzer 1789. Enligt Catalogue of Life ingår blank murargeting i släktet murargetingar och familjen Eumenidae, men enligt Dyntaxa är tillhörigheten istället släktet murargetingar och familjen getingar. Arten är reproducerande i Sverige.

## Underarter
Arten delas in i följande underarter:
- A. a. allegrus
- A. a. navajo
- A. a. spenceri

## Bildgalleri

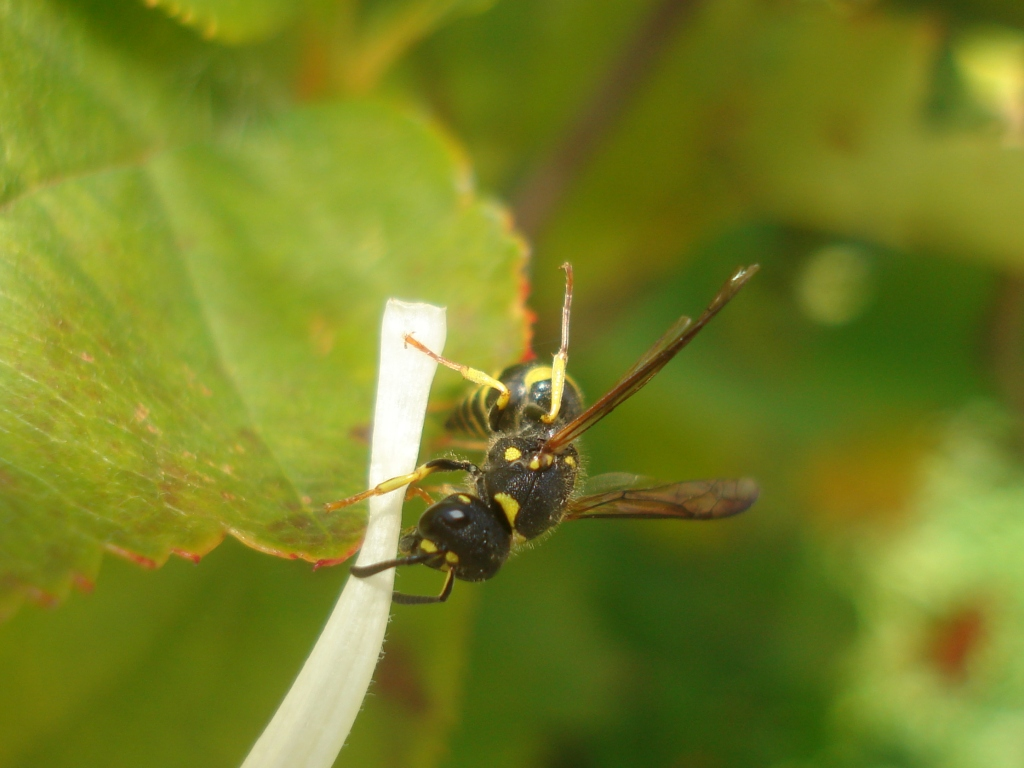